# Albatros czarnobrewy
Albatros czarnobrewy (Thalassarche melanophris) – gatunek dużego ptaka z rodziny albatrosów (Diomedeidae), przebywającego w południowych częściach Oceanu Spokojnego, Atlantyckiego i Indyjskiego oraz w północnej części Oceanu Południowego. Gniazduje na Falklandach, wyspach u południowych wybrzeży Chile oraz na odległych wyspach oceanicznych np. Auckland, Tristan da Cunha czy Georgia Południowa; na wielu z nich nie ma praktycznie żadnych wrogów.

## Systematyka

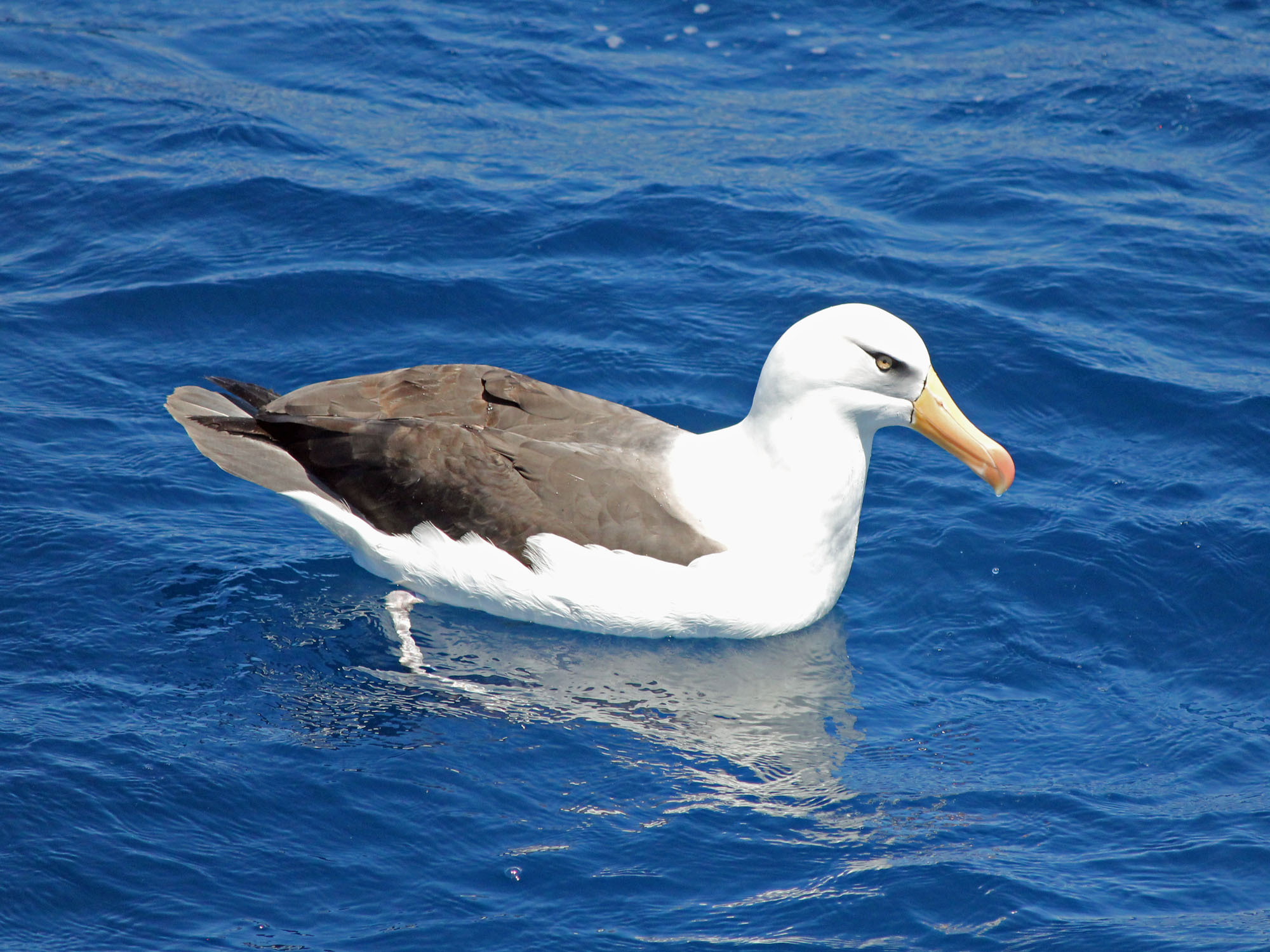
Podgatunek impevida, często traktowany jako odrębny gatunek

Tradycyjnie wyróżnia się dwa podgatunki T. melanophris, jednak wielu autorów w oparciu o prace m.in. z 2004 i 2010 roku, traktuje je jako osobne gatunki.
- T. m. melanophris Temminck, 1828 – albatros czarnobrewy – oceany południowe, od przylądka Horn na wschód po Wyspy Antypodów
- T. m. impavida (Mathews, 1912) – albatros żółtooki – Wyspy Campbella (na południe od Nowej Zelandii)

## Morfologia
Wygląd zewnętrzny: Nieznaczny dymorfizm płciowy. Dziób długi, żółty, haczykowato wygięty z różowym koniuszkiem. Małymi nozdrzami wydziela nadmiar soli i soki żołądkowe. Gatunek ten zawdzięcza swoją nazwę ciemnej prędze piór wokół oczu, wyraźniejszej u dorosłych ptaków. Obie płcie mają brązowawe pióra na wierzchniej stronie skrzydeł, ciemne lotki, szary ogon i ciemny skraj spodniej strony skrzydeł. Reszta jest biała.
Rozmiary: Długość ciała – 80–95 cm. Rozpiętość skrzydeł – 2–2,35 m.
Masa ciała: 3–5 kg.

## Występowanie

### Środowisko
Mimo swoich rozmiarów albatros czarnobrewy ma dość słabo rozwinięte mięśnie pomagające w locie. Podczas latania skazany jest na wiatr, dlatego spotyka się go zazwyczaj w regionach pomiędzy 30 a 60° szerokości południowej, gdzie wieją dość silne wiatry, konieczne do szybowania nad morzem. Najchętniej lata w regionach subarktycznych, na południe od 40 równoleżnika. Chłodne wody są też bogatsze w ryby. Albatrosy z mórz południowych niechętnie pokonują równikowe pasmo bezwietrzne, ale albatros czarnobrewy jest wyjątkiem.

### Zasięg występowania
Oceany półkuli południowej. Gniazduje na Falklandach, wyspach u południowych wybrzeży Chile (m.in. Diego Ramírez, Diego de Almagro, niektóre wysepki Archipelagu Ziemi Ognistej) oraz na odległych wyspach oceanów: Spokojnego, Atlantyckiego oraz Indyjskiego. Najliczniejsze kolonie podgatunku nominatywnego znajdują się na Falklandach, gniazduje tam około 72% jego populacji. Podgatunek T. m. impavida gniazduje na północnym i zachodnim wybrzeżu Wyspy Campbella oraz na sąsiedniej wysepce Jeanette Marie.

## Pożywienie
Najczęściej szybuje z rozciągniętymi skrzydłami na wysokości 15–20 m nad morzem. Na tej wysokości może najskuteczniej wykorzystywać prądy powietrzne i obserwować ewentualną zdobycz. Albatros czarnobrewy żywi się głównie ośmiornicami, kalmarami, skorupiakami i wieloma gatunkami ryb. Czasem chwyta też mniejsze ptaki. Poza tym ten gatunek albatrosa uwielbia odpady i nierzadko widuje się stada tych albatrosów podążające za statkami w oczekiwaniu na resztki wyrzucone za burtę. Albatros pije wodę morską i potężnymi gruczołami nosowymi wydziela z ciała nadmiar silnie stężonego roztworu soli.

## Rozród

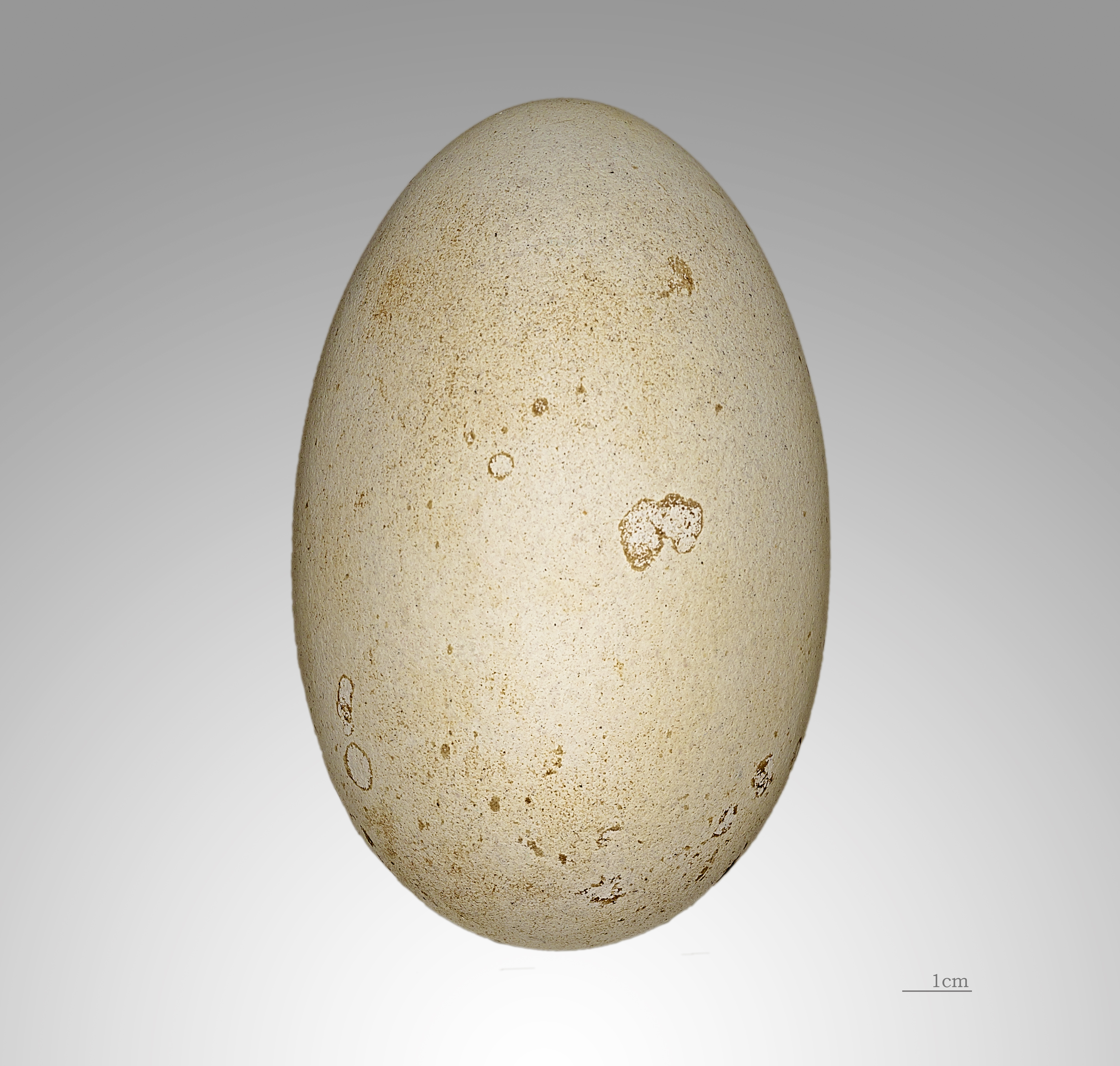
Jajo z kolekcji muzealnej

Gniazduje w niewielkich koloniach, na wyspach odległych od lądu. Pary tworzą się na całe życie, ale spotykają się tylko raz na rok w okresie lęgowym. Samiec pierwszy dociera na gniazdowisko. Kiedy powróci samica, ptaki rozpoczynają taniec godowy, któremu towarzyszy głośne nawoływanie. Ptaki krążą wokół siebie z szeroko rozpostartymi skrzydłami i kłapią głośno dziobami. Para albatrosów czarnobrewych wybiera na gniazdo wyżej położone miejsca. Buduje gniazdo z błota lub gliny. Samica składa potem jedno jajo. Najpierw zaczyna je wysiadywać samiec, a samica odlatuje na żer na morze. Po wykluciu się pisklęcia oboje rodzice karmią je częściowo strawionym pokarmem. Para dzieli pracę w ten sposób, że kiedy jedno z rodziców pilnuje potomka, drugie posila się i przynosi pokarm młodemu. 
Dojrzałość płciowa: W 4–7 roku.
Pora lęgowa: Raz na dwa lata.
Jaja: Samica znosi zawsze tylko jedno, duże jajo z rudo-brązowymi cętkami.
Okres wysiadywania: Ok. 2 miesięcy.
Wychowywanie piskląt: Ponad 9 miesięcy.

## Status
Międzynarodowa Unia Ochrony Przyrody (IUCN) uznaje oba podgatunki za osobne gatunki i klasyfikuje albatrosa ciemnogłowego jako gatunek najmniejszej troski (LC – Least Concern), a albatrosa żółtookiego jako gatunek narażony (VU – Vulnerable). Liczebność populacji albatrosa ciemnogłowego szacuje się na około 700 tysięcy par lęgowych, a albatrosa żółtookiego na około 21,6 tysiąca par lęgowych. Główne zagrożenia dla gatunku to zaplątywanie się w sieci rybackie, zmiany klimatu oraz obecność na niektórych wyspach introdukowanych i zawleczonych ssaków takich jak norka amerykańska czy zdziczałe koty.